# Sanibel, Florida
Sanibel là một hòn đảo và là thành phố ở hạt Lee, Florida, Hoa Kỳ. Dân số ở đây là 6.469 vào năm 2010, dân số ước tính năm 2012 là 6.741. 
Sanibel là một điểm du lịch nổi tiếng được biết đến với những bãi biển đầy vỏ sò và là nơi cư trú của nhiều loài động vật hoang dã. Ở đây còn xây dựng Làng Lịch sử Sanibel và một loạt các bảo tàng, nhà hát khác. Sanibel còn sở hữu nhiều tổ chức phi lợi nhuận như Quỹ Bảo tồn Sanibel-Captiva, Phòng khám Phục hồi Động vật hoang dã và Trường Biển Sanibel.

## Địa lý

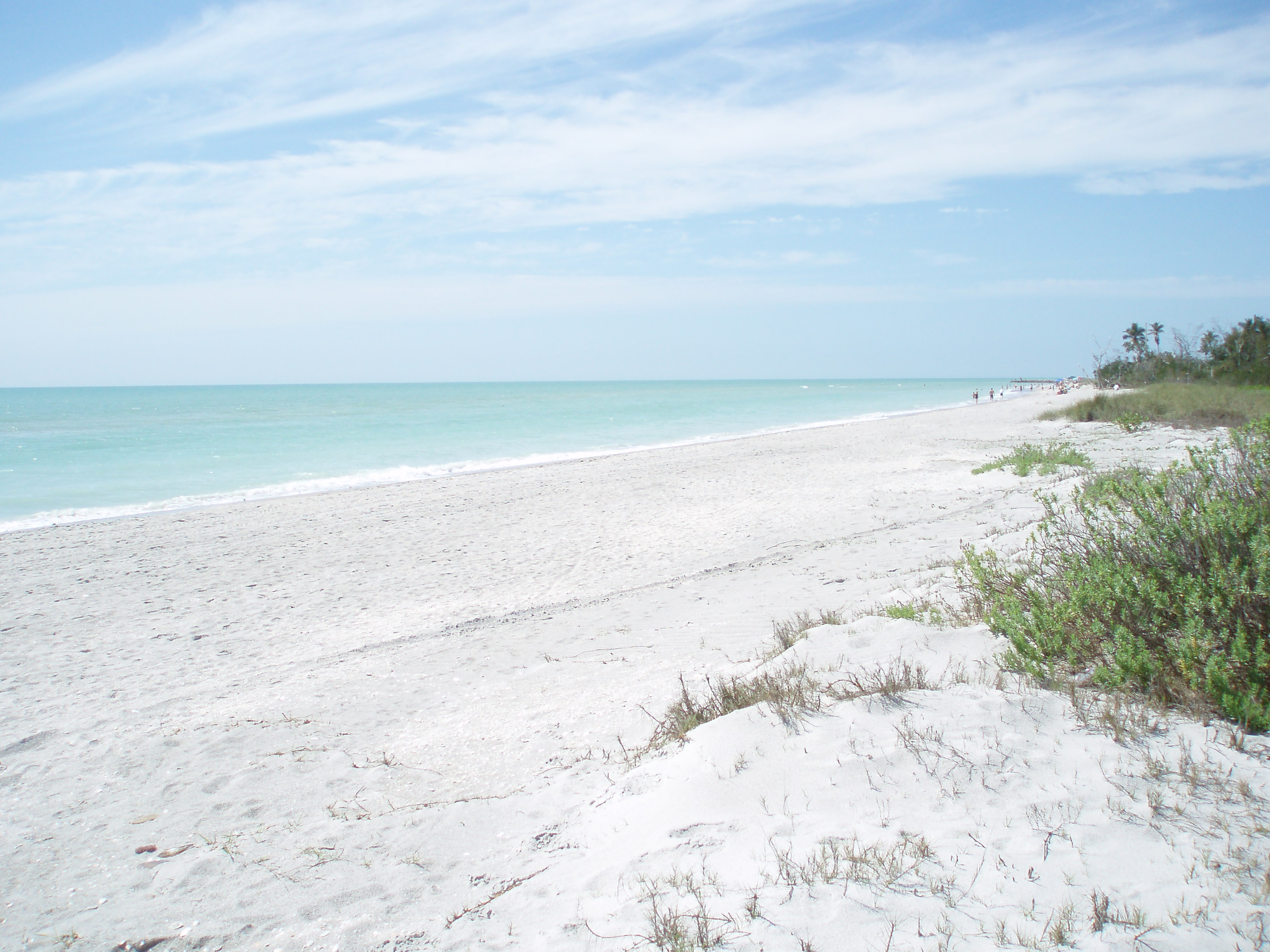
Bãi biển gần với điểm cực tây của Sanibel

Sanibel nằm ở 26 ° 26′23 ″ N 82 ° 4′50 ″ W (26.439608, -82.0804560). Theo Cục Thống Kê Dân số Hoa Kỳ, thành phố có tổng diện tích 33,16 dặm vuông (85,9 km2), trong đó 17,21 dặm vuông (44,6 km2) là đất và 15,96 dặm vuông (41,3 km2) (48,13%) là nước.

## Dân cư
Theo điều tra dân số năm 2010, khu vực này có 6.469 người, 3.359 hộ gia đình và 2.273 gia đình sống trong thành phố. Mật độ dân số là 375,9 trên một dặm vuông (145,1 / km²). Có 7.821 đơn vị nhà ở với mật độ trung bình 454,6 mỗi dặm vuông (175,5 / km²). Tỷ lệ chủng tộc của thành phố là 98,0% người da trắng, 0,6% người Mỹ gốc Phi, 0,1% người Mỹ bản xứ, 0,4% người châu Á, 0,00% (1) từ Đảo Thái Bình Dương, 0,3% từ các chủng tộc khác và 0,6% từ hai hoặc nhiều chủng tộc. Người gốc Tây Ban Nha hoặc La tinh của bất kỳ chủng tộc nào chiếm 2,3% dân số.
Có 3.359 hộ gia đình, trong đó 8,5% có trẻ em dưới 18 tuổi sống chung với bố mẹ, 63,8% là cặp vợ chồng chung sống với nhau, 2,7% là phụ nữ đơn thân, và 32,3% không phải là gia đình. 27,9% hộ gia đình được tạo thành từ các cá nhân và 16,7% có người sống một mình 65 tuổi trở lên. Quy mô hộ trung bình là 1,92 và quy mô gia đình trung bình là 2,28.
Trong tỷ lệ độ tuổi của dân số thì 8,5% dưới 19 tuổi, 1,1% từ 20 đến 24 tuổi, 7,5% từ 25 đến 44 tuổi, 32,7% từ 45-64 tuổi, và những người 65 tuổi trở lên chiếm 50,1%. Độ tuổi trung bình là 65 tuổi. Cứ 100 nữ giới thì có 89,8 nam giới. Cứ 100 nữ từ 18 tuổi trở lên, có 89,5 nam giới từ 18 tuổi trở lên.
Thu nhập trung bình cho một hộ gia đình trong thành phố là 97.788 đô la và thu nhập trung bình cho một gia đình là 138.194 đô la. Nam giới có thu nhập trung bình là $ 80,152 so với $ 45,458 đối với nữ giới. Thu nhập bình quân đầu người của thành phố là $ 79,742. Khoảng 3,6% gia đình và 7,0% dân số sống dưới mức nghèo khổ, với 21,3% những người dưới 18 tuổi và 3,4% của những người 65 tuổi trở lên.

## Thư viện
Thư viện công cộng Sanibel được xây dựng vào năm 1994 và có diện tích 19.162 feet vuông. Năm 2004, thư viện này được mở rộng thêm 10,386 feet vuông với tổng diện tích là 29.548 feet vuông. Thư viện này có hơn 60.000 đầu sách và là thành viên của Mạng lưới Thư viện Tây Nam Florida (SWFLN). Quận Thư viện Công cộng Sanibel là một quận độc lập đặc biệt do Cơ quan Lập pháp Florida xây dựng nên và là cơ quan chính phủ theo Luật Florida.